# Daphnopsis coriacea
Daphnopsis coriacea är en tibastväxtart som beskrevs av Paul Hermann Wilhelm Taubert. Daphnopsis coriacea ingår i släktet Daphnopsis och familjen tibastväxter. Inga underarter finns listade i Catalogue of Life.